# Ciénaga (Magdalena)
Ciénaga es un municipio del departamento colombiano del Magdalena. Se encuentra a orillas del Mar Caribe, junto a la Sierra Nevada de Santa Marta, en el extremo nororiental de la Ciénaga Grande de Santa Marta. Está a 3 m s. n. m. y tiene una temperatura promedio de 30 °C. Dista 35 km de la ciudad de Santa Marta. Pertenece a la red de pueblos patrimonio de Colombia. y es la capital de la subregión Norte del departamento del Magdalena.

## Toponimia
A lo largo de su historia, Ciénaga ha tenido varios nombres:
1. 1844: Villa de San Juan Bautista de la Ciénaga
2. 1858: La Ciénaga
3. 1875: Ciénaga
4. 1898: San Juan del Córdoba

Finalmente, en 1908 recibió el nombre: Ciénaga. Aunque en asuntos de tipo legal la cabecera municipal, se le denomina:  "Cabecera del Municipio de Ciénaga-San Juan del Córdoba".

## Ubicación
Ciénaga, la segunda población más grande del departamento del Magdalena, está situada en un claro al pie de la Sierra Nevada de Santa Marta a orillas del Mar Caribe, al norte del río Magdalena y cerca de la Ciénaga Grande de Santa Marta.
Límite municipal
| Noroeste: Mar Caribe             | Norte: Santa Marta |                   |
| Oeste: Puebloviejo Zona Bananera |                    | Este: Santa Marta |
|                                  | Sur: Aracataca     |                   |

## División Político-Administrativa

### Comunas
Su cabecera municipal se encuentra dividida en cuatros (4) comunas:
- Comuna 1 - Mar Caribe
- Comuna 2 - San Juan del Córdoba
- Comuna 3 - Ciénaga Grande
- Comuna 4 - Nuevo Horizonte

### Corregimientos
Ciénaga tiene bajo su jurisdicción varios centros poblados, que en conjunto con otras veredas, constituye los siguientes corregimientos:
| Corregimiento          | Centros poblados         | Veredas |
| Cordobita              | - Cordobita - La Isabel  | Costa Verde, El Chino, Jolonura, La Ninfa, La Olleta, La Unión, Manantial, Mateo y Quebrada La Aguja. |
| Palmor                 | - Palmor                 | Aguas Vivas, Betel, Buenavista, California, Cherúa, Cuatro Caminos, El Pozón, El Trébol, El Vergel, La Paz, Maquencal, Mocoa, Mocoita, Nueva América, Palestina, Pausedonia Alto, Pausedonia Bajo, San Fernando, San Martín, Sierra Morena, Uranio Alto, Uranio Bajo, Uranio Nuevo, Uranio Tres y Tucurinca.                                             |
| San Javier             | - San Javier             | Cebolleta, Cerro Azul, El Salto, Intermedio, La Indígena, La Mojana, La Tribu, Las Mercedes, Libertad Alta, Libertad Baja, Libertad Media, Páramo, Río Sevilla y Sector Bonilla. |
| San Pedro de La Sierra | - San Pedro de La Sierra | Cerro Azul, Cerro Azul Páramo, Corea I, Corea II, El Bosque, El Limón, El Marañón, El Mico (Kennedy), El Porvenir, Kamagual, Guáimaro, La Arabia, La Esperanza, La India, La Mina, La Paz, Nuevo Mundo I, Nuevo Mundo II, Palmichal Alto, Palmichal Bajo, Palmichal Intermedio, Planadas, Quebrada del Medio, San Pablo Alto, San Pablo Bajo y Waldivia. |
| Sevillano              | - La Maya - Sevillano    | Ceibales, Colorado, La Mira, La Primavera, La Unión y Pantoja. |
| Siberia                | - Siberia                | Agua Linda Alta, Agua Linda Baja, Cantarrana, Corea, El Congo, La Cristalina, La Reserva, La Secreta, Lourdes, Los Moros, Nueva Granada y Parranda Seca. |

## Historia
Aunque respecto a su fundación difieren los historiadores, existe la versión que aparece en la Geografía ilustrada de Noguera Rizzoli, de que fue fundada en 1525 por Rodrigo de Bastidas. Algunos historiadores coinciden en que en 1538 se le catequizó con el nombre de “Pueblo de la Ciénaga de Santa Marta”, otros escriben que en 1535 fue llamada “Aldea Grande” y otros conocedores también de la historia, dicen que esta población no tuvo fundación oficial...
Lo cierto es que Ciénaga existe antes del descubrimiento de América y era una aldea aborigen cuando fue caracterizada por fray Tomás Ortiz en 1529, quien la describe así: “A ocho leguas de Santa Marta está una población muy grande, un valle entre serranías donde puede haber 4000 o 5000 bohíos. Este viejo pueblo de la Ciénaga se formó frente al mar Caribe cerca de la Laguna Grande (Ciénaga Grande de Santa Marta) “Ubicado en las proximidades de las fértiles desembocaduras de los ríos Córdoba y Toribio, y en un sector palo muerto. El litoral cienaguero habitado de atracción de los indios Chimilas y más tarde de los bravos Tayronas”. 
Este antiguo pueblo de la Ciénaga se trasladó en numerosas ocasiones en busca de una ubicación más conveniente para la defensa del poblado.
Otros historiadores afirman que fue visitada en 1518 por el bachiller Martín Fernández de Enciso, por orden de Pedro Arias Dávila.
La vida jurídica de Ciénaga comienza a partir del 20 de septiembre de 1755, cuando una real providencia dictada por el gobernador Juan Toribio de Herrera Leyva, a petición de Antonio del Castillo, indio capitán del pueblo de la Ciénaga y por mandato de José Ezpeleta Paldeano Di Castillo y Pardo, capitán general del Nuevo Reino de Granada y provincias adyacentes, virrey, gobernador, teniente general de los reales ejércitos, Presidente Pretorial y Cancillería Real de Santa Fe de Bogotá en el libro "Título ejecutorio a favor de las tierras de la Ciénaga", con lo cual los nativos adquirieron derecho para el fomento de la agricultura, ganadería y pesca, quedando solamente con la obligación de pagar el Real Tributario y Quinto Real de Su Majestad.

### Ciénaga en la guerra de independencia
El 10 de noviembre de 1820 sucedió uno de los enfrentamientos más violentos de la lucha por la independencia de Colombia, que dejó un saldo de 940 muertos (entre patriotas y realistas), con lo cual Brion y Mantilla pudieron establecer gobierno en Santa Marta el día siguiente, aniquilando a los baluartes del realismo en la región caribe.

### Ciénaga como sede de la presidencia de la República
Ciénaga fue sede de la presidencia de la República entre mayo y junio de 1867, cargo que ocupó Joaquín Riascos. El edificio que ocupó Riascos durante esa época funciona en la actualidad un banco.

### Ciénaga como capital departamental
En las leyes 36 y 339 de 1876, expedidas por la Asamblea Legislativa del Estado Soberano del Magdalena (en la época de los Estados Unidos de Colombia), Ciénaga ya aparece como Distrito.
Entre 1877 y 1878, Ciénaga se convierte en capital del departamento de Santa Marta.

## Historia arquitectónica

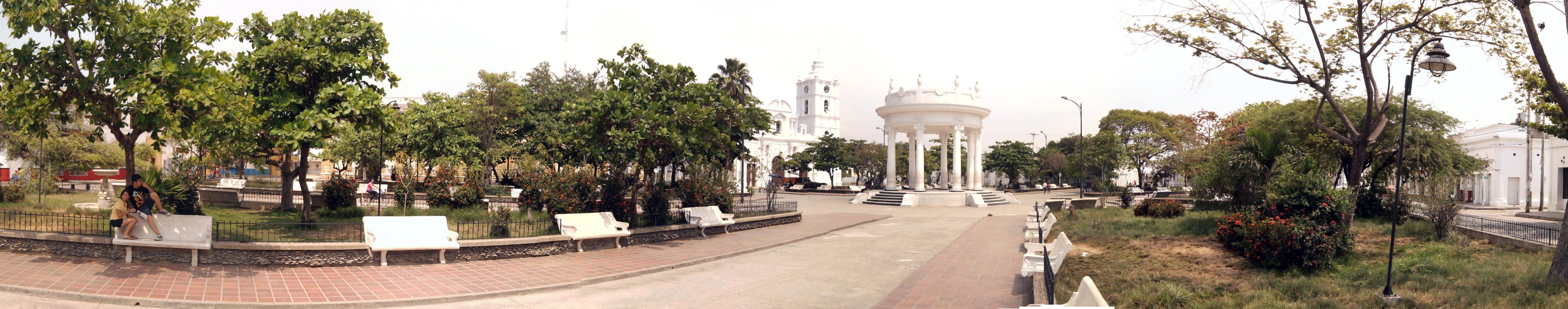
Plaza del Centenario de Ciénaga

Ciénaga cambió su aspecto colonial, sencillo y austero en la década de 1920 – 1930 dentro del marco de la bonanza bananera. Según el historiador Guillermo Henríquez, los cienagueros, enriquecidos con la bonanza, viajaron a Europa y renovaron la ciudad en pocos años con el lenguaje ecléctico o neoclásico imperante allí. En aquella época estaban en apogeo las formas del Art Noveau, Modern Style y Liberty, que recogían las ideas filosóficas liberizantes.
Según el historiador cienaguero Elías Eslait Russo, el crecimiento de Ciénaga originó importantes cambios en el aspecto arquitectónico, “De ser una aldea indígena pasó a se una población con características modernas, las que fueron traídas directamente desde Europa, dando origen a un estilo en el que amalgamaban elementos de la arquitectura caribeña con los importados de Europa, motivo que hace de su arquitectura, algo especial en la carta colombiana”.

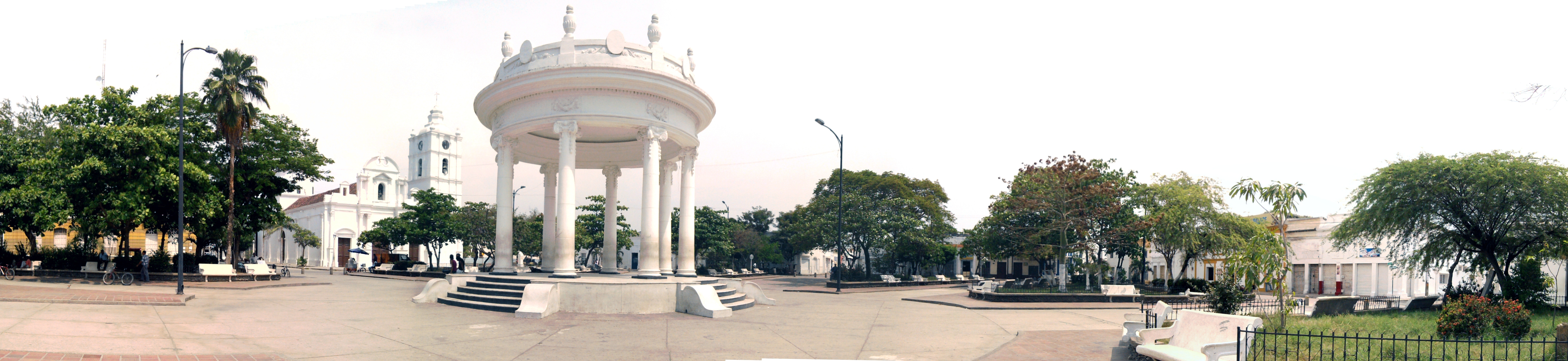
Templete de Ciénaga

Para Guillermo Henríquez, “esta arquitectura ecléctica que tomaba un poco de los estilos anteriormente anotados y otro tanto de los cánones clásicos, rezagó a un “neoclasicismo” parisino, involucrados dentro de las viejas formas españolas de construcción, se vio aparecer en las diferentes mansiones que fueron construidas en Ciénaga, Cartagena, Barranquilla y parte de Santa Marta”.
Sin embargo, muchos coinciden en que hay que reconocerle a la United Fruit Company (compañía exportadora de banano de esa época), tanto la masacre de las bananeras como el impulso en el cambio de costumbres, lo que generó este tipo de arquitectura que hoy en día es reconocido a nivel nacional y que llamó la atención para que por resolución 016 de 1994 el Consejo de Monumentos Nacionales declarara Monumento Nacional de Colombia al centro histórico de Ciénaga.

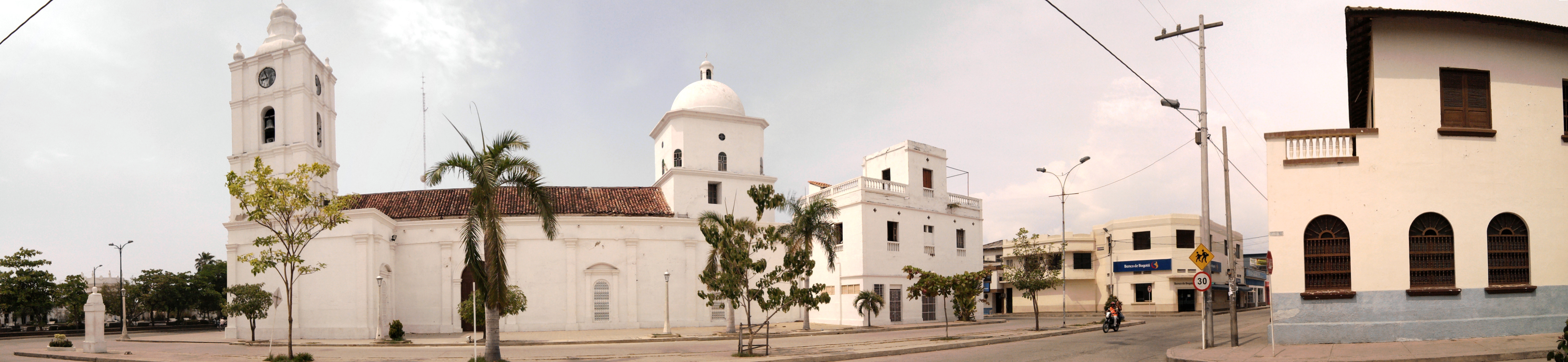
Iglesia San Juan Bautista. Vista lateral

También existen muestras de arquitectura Art Nouveau en algunos edificios de la compañía Drummond, inspirada en la arquitectura de los años 1920, uno de estos edificios es la Aduana Municipal.
Hace parte de la Red de pueblos patrimonio de Colombia.

## Cultura

### Gastronomía
Ciénaga es famoso por el pescado acompañado de arroz con coco, patacones y ensalada. El mote de guineo, las carimañolas, empanadas, arepas, los buñuelos. El sancocho de costilla y de mondongo, entre otras.

### Festividades

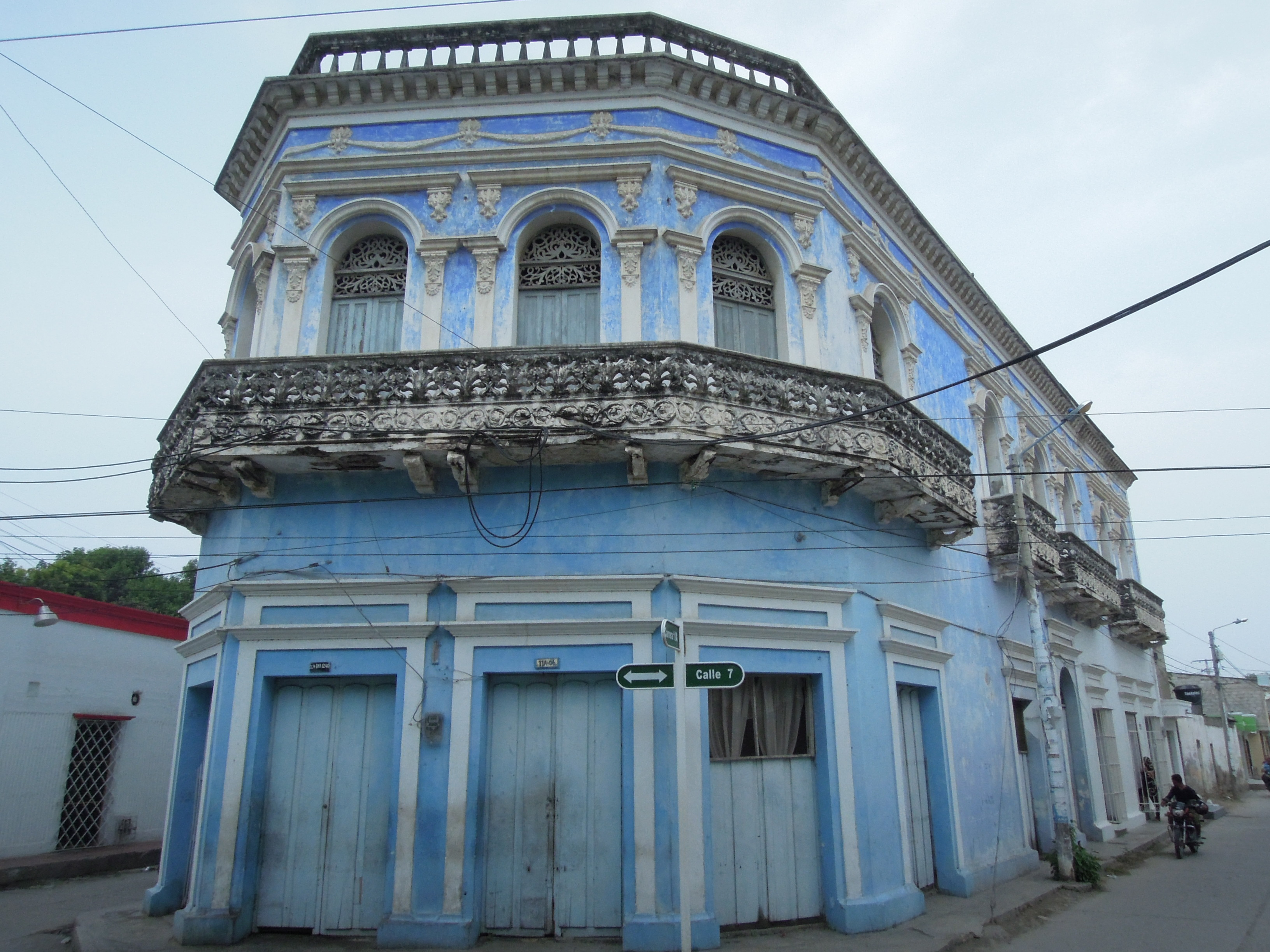
Palacio Azul.

Dentro de lo más destacado se encuentra el Festival Nacional de la Leyenda y Danza del Caimán Cienaguero del 17 al 20 de enero que durante varios días ocupa por completo la atención del pueblo cienaguero. Otro evento artístico-musical de singular importancia es el Festival Nacional de Música con Guitarra el cual se inició en el año 1997, en homenaje al guitarrista y cantautor cienaguero Guillermo de Jesús Buitrago Henríquez, conocido como "El Mono" o "El Jilguero de la Sierra"; además de ser el primer músico colombiano en grabar en acetato con la compañía disquera "Fuentes" en Cartagena un género musical relegado tras su prematuro fallecimiento el 19 de abril de 1949 y que bien pudo ser denominado "música cienaguera". Fue Guillermo Buitrago quien dio a conocer la música de la provincia del Valle del Cacique Upar y, por ende, a los anónimos compositores de esta, tales como Rafael Escalona Martínez, Emiliano Zuleta Baquero y Tobías Enrique Pumarejo Gutiérrez. Este certamen se celebra en simultánea con las fiestas patronales de San Juan desde el día 24 hasta el 26 de junio.

## Sitios turísticos e históricos

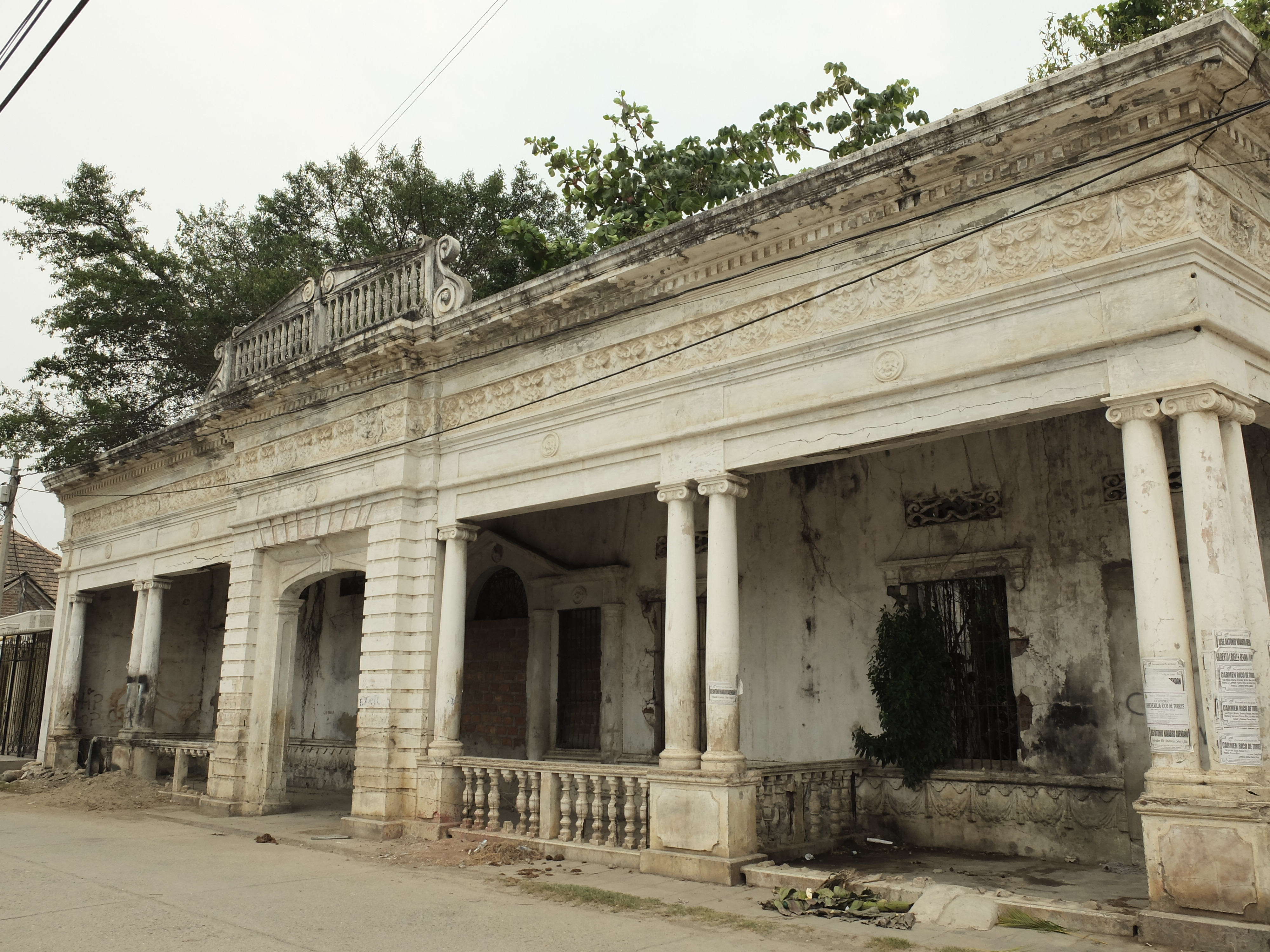
La Casa del Diablo, en el centro de ciudad.

Ciénaga posee un invaluable patrimonio histórico, arquitectónico y cultural.
- La Plaza Centenario y El Templete es la imagen de la ciudad.

- Otros sitios de interés arquitectónico son edificaciones republicanas como: La Iglesia San Juan Bautista, El Palacio Municipal, El Palacio Azul, El Balcón Colonial, “La Casa del Diablo”, la Logia Masónica, antiguo Colegio Santa Teresita (hoy, San Francisco Javier), antiguo Hotel Toviexe (hoy, Infotep) y la Casa Morelli (Centro Cultural).

- También es destacable el Monumento Prometeo de la Libertad, erigido en 1978 en conmemoración de la Masacre de las Bananeras en la plaza de los Mártires, en la Estación de Ciénaga.

- Monumento El Caimán y Tomasita.

- Playa Costa Verde, que conduce a la desembocadura del río Córdoba.
- Aguas termales "El Volcán".
- Los ríos que baja de la Sierra Nevada: Quebrada Marinca, río Toribio, río Córdoba, Quebrada Aguja, río Frío, río Sevilla, Quebrada Santa Rosa y río Tucurinca.
- Ciénaga Grande de Santa Marta.

## Economía
Desde hace varias décadas Ciénaga ha vivido la transición de una economía que se sustentó en el auge de las exportaciones de banano, hacia otra con una base más diversificada. fue su economía antes del auge bananero, durante ese auge y cómo es en la actualidad. En el análisis de la estructura actual se enfatiza el tema de las finanzas públicas, ya que de su correcta orientación dependerá en buena medida que se pueda lograr una mayor dinámica local y, sobre todo, mejorar el nivel de vida de sus habitantes. En particular las regalías que recibirá en los próximos años, por ser puerto carbonero, puede ser la fuente para financiar dos áreas prioritarias para su futuro: la elevación del capital humano de sus habitantes por medio de la educación formal y el mejoramiento del equipamiento urbano de la ciudad.
En el municipio se han incorporado industrias satélite a las empresas carboníferas como agencias marítimas, empresas de servicios, tornos y centrales logísticas.

## Servicios

### Judicial
- Circuito Judicial de Ciénaga:
- Fiscalía General de la Nación - Seccional Ciénaga.
- Instituto Nacional de Medicina Legal y Ciencias Forenses - Unidad Básica Ciénaga.

### Educación
- Corporación Técnica del Magdalena.
- Institución De Educación Superior - Humberto Velázquez García (INFOTEP HVG).
- SENA - Centro De Logística Y Promoción Ecoturistica Del Magdalena Sede Ciénaga.

### Salud
La salud en Colombia se rige por la legislación vigente (Ley 100 de 1993) y es regulada por el Ministerio de la Protección Social. En el ámbito local, está a cargo la Secretaría de Salud, que depende de la Alcaldía Municipal. Otras instituciones son la Cruz Roja Colombiana, la Defensa Civil Colombiana, que se encarga de emergencias, calamidades y desastres de origen natural, y el Instituto Colombiano de Bienestar Familiar (ICBF), encargado de la protección integral de la familia y la niñez.
Los centros hospitalarios del municipio son:
- E.S.E Hospital San Cristóbal.

### Servicios públicos
- Acueducto: Aguas de la Sierra S.A. E.S.P.  es la empresa encargada de servicio de acueducto.
- Alcantarillado: INTERASEO S.A.S E.S.P.
- Aseo Urbano: DOLMEN S.A ESP  es la empresa prestadora en la recolección, transporte y disposición final de residuos sólidos para los diferentes barrios de la Cabecera municipal.
- Alumbrado Público: DOLMEN S.A ESP es la empresa encargada del Alumbrado Público de El Carmen de Bolívar.
- Energía Eléctrica: Air-e es la empresa prestadora del servicio de energía eléctrica. Suministra la energía eléctrica en el municipio a través de los circuitos:
- Gas Natural: Gases del Caribe es la empresa distribuidora y comercializadora de gas natural en el municipio.

### Otros
- Superintendencia de Notariado y Servicios - Oficina de Registro de Instrumentos Públicos Seccional Ciénaga.
- ICBF - Centro Zonal Ciénaga.
- CORPAMAG

## Estructura organizacional municipal
| Ciénaga      | Ciénaga     | Ciénaga                    |
| Departamento | Código DANE | Categoría municipal (2023) |
| ------------ | ----------- | -------------------------- |
| Magdalena    | 47189       | Quinta                     |

- Personería: Es un centro del Ministerio Público de Colombia que ejerce, vigila y hace control sobre la gestión de las alcaldías y entes descentralizados; velan por la promoción y protección de los derechos humanos; vigilan el debido proceso, la conservación del medio ambiente, el patrimonio público y la prestación eficiente de los servicios públicos, garantizando a la ciudadanía la defensa de sus derechos e intereses.

- Concejo Municipal: Es la suprema autoridad política del municipio. En materia administrativa sus atribuciones son de carácter normativo. También le corresponde vigilar y hacer control político a la administración municipal. Se regulan por los reglamentos internos de la corporación en el marco de la Constitución Política Colombiana (artículo 313) y las leyes, en especial la Ley 136 de 1994 y la Ley 1551 de 2012.

Constituido por 17 concejales por un periodo de 4 años.  
- Alcaldía Municipal: En esta se encuentra la administración municipal y las entidades descentralizadas del municipio.

El Alcalde se pronuncia mediante decretos y se desempeña como representante legal, judicial y extrajudicial del municipio. El actual Alcalde municipal es Luis Fernández Quinto (2024-2027), elegida por voto popular.
- JAL.